# Bertrand-François Mahé de La Bourdonnais
Il conte Bertrand-François Mahé de La Bourdonnais (Saint-Malo, 11 febbraio 1699 – Parigi, 10 novembre 1753) è stato un amministratore ed ufficiale al servizio della Compagnia francese delle Indie orientali.

## Biografia
Mahé de La Bourdonnais nacque a Saint-Malo, in Bretagna, ed intraprese la sua carriera sul mare all'età di 10 anni, entrando al servizio nella Compagnia francese delle Indie orientali nel 1718 come tenente. Nel 1724 egli venne promosso capitano e mostrò grande coraggio nella presa di Mahé presso la Costa del Malabar, nome del villaggio che aggiunse al proprio cognome. Per due anni egli rimase al serviziò del viceré portoghese di Goa, ma nel 1735 tornò al servizio dei francesi come governatore dell'Isle de France (oggi Mauritius) e dell'Île de Bourbon (Réunion). I suoi primi cinque anni di amministrazione delle isole furono vigorosi e positivi. Una visita in Francia nel 1740 venne interrotta dallo scoppio delle ostilità con la Gran Bretagna e La Bourdonnais venne posto a capo della flotta nelle acque indiane.

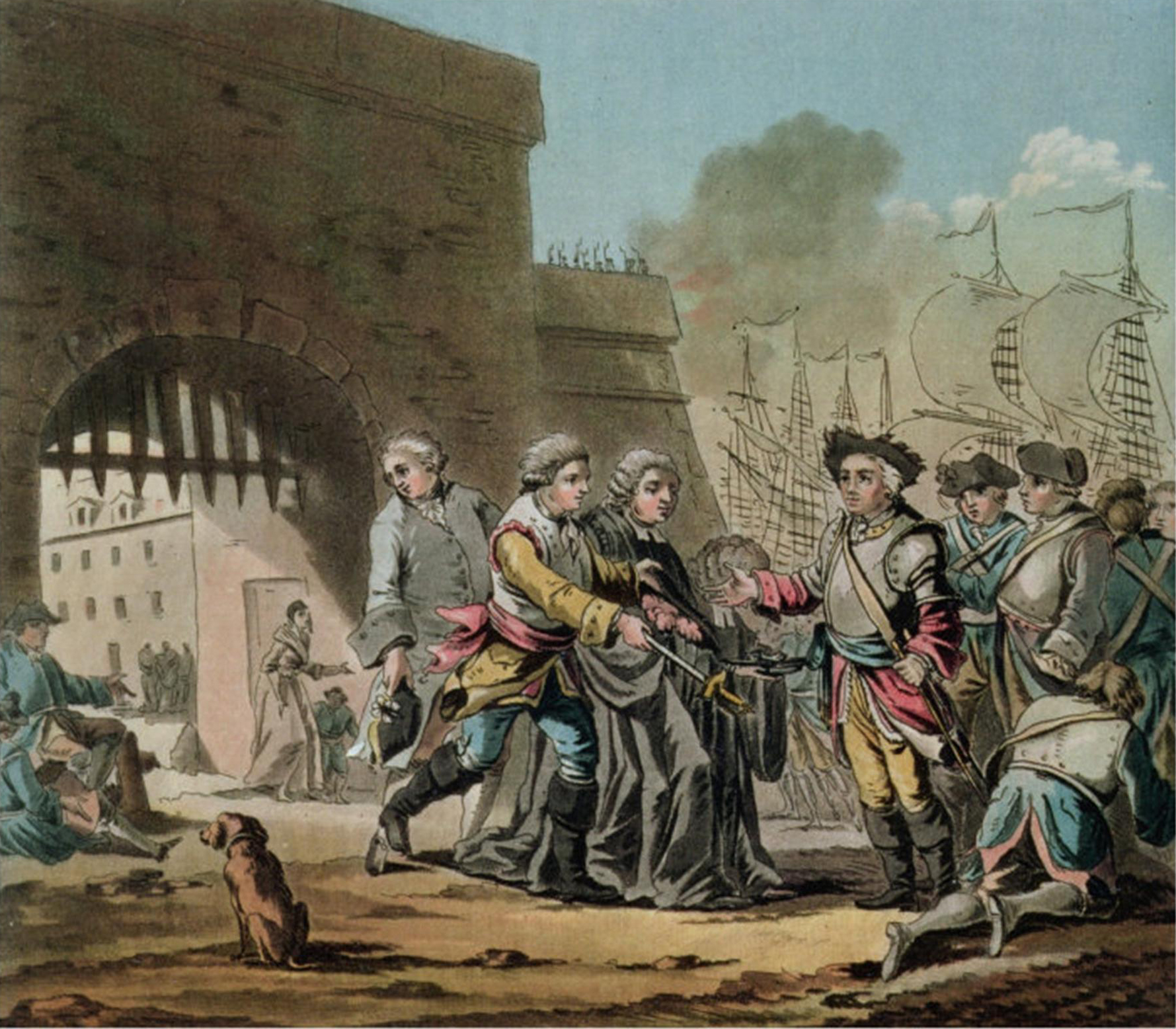
Resa della Città di Madras nel 1746 a La Bourdonnais, dipinto di Jacques François Joseph Swebach

Egli salvò Mahé, recuperò il generale Dupleix a Pondicherry, sconfisse Edward Peyton, e nel 1746 prese parte all'Assedio di Madras. Questionò con Dupleix sulla condotta degli affari in India e la sua rabbia venne incrementata quando fece ritorno all'Isle de France, per scoprire che Dupleix aveva nominato un suo successore come governatore. Egli salpò dunque a bordo di una nave olandese per presentare il suo caso a corte, ma venne catturato dagli inglesi che però gli permisero di tornare in Francia. Invece di porre la sua causa contro Dupleix, egli venne arrestato (1748) ed accusato di speculazione e mala amministrazione, imprigionato per due anni alla Bastiglia. Nel 1751 venne processato e scagionato dalle accuse, ma la sua salute venne compromessa sia dall'imprigionamento che dalla perdita delle sue proprietà. Morì a Parigi il 10 novembre 1753, all'età di 54 anni ed il governo francese passò alla vedova una pensione di 2400 lire francesi annue.
Le memorie di La Bourdonnais vennero pubblicate da suo nipote, il celebrato scacchista conte Louis-Charles Mahé de La Bourdonnais (1795–1840).